# Museu Suec d'Història Natural

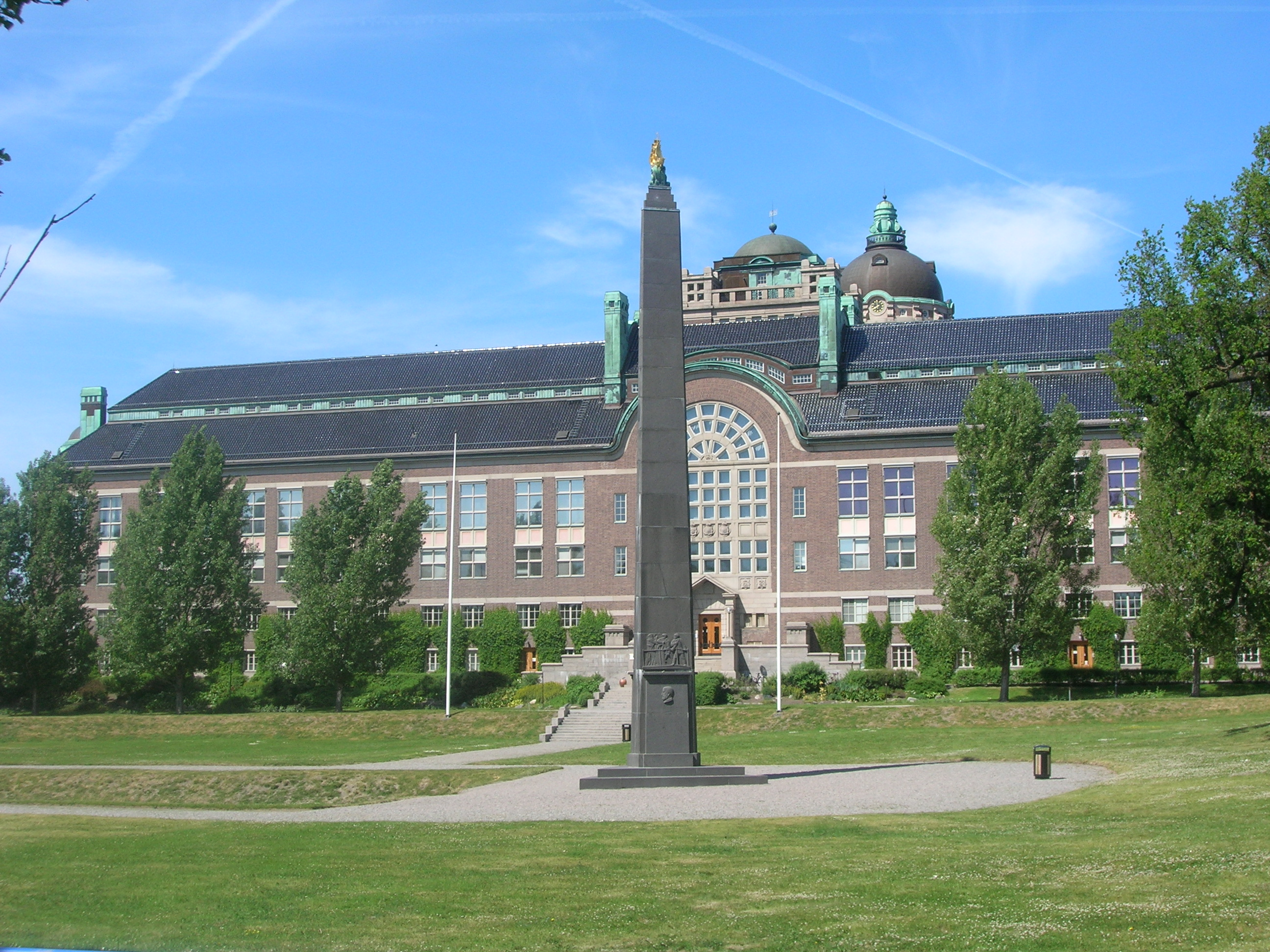
Façana principal del museu

El Museu Suec d'Història Natural (en suec: Naturhistoriska riksmuseet), situat a Estocolm, és un dels museus més importants de Suècia.
L'any 1700 comença com a Acadèmia de Ciències Naturals. El Museu es converteix el 1740 com el primer Museu Suec civil (de propietat del govern).
El Museu obté el seu edifici l'any 1778 on comença la seva activitat al públic a la Ciutat Vella d'Estocolm, Gamla Stan.
Des del 1800 fins ara el Museu rep diverses donacions les quals contribueixen a la col·lecció d'aquest.
Directors
- 1933-1958: Carl Hialmar Rendahl (1891-1969)